# Roman Zacharov
Roman Pavlovič Zacharov (in russo Роман Павлович Захаров?; Leningrado, 11 luglio 1929 – 14 gennaio 2021) è stato un canottiere sovietico, dal 1991 russo.

## Biografia
Ha rappresentato la nazionale sovietica ai Giochi olimpici estivi di Helsinki 1952 nel quattro senza, senza riuscire a raggiungere la finale.